# ヘアドクター
ヘアドクター株式会社は、新潟県長岡市に本部を置くサービス業者である。

## 概要
- 創業 - 1977年（昭和52年）
- 資本金 - 5,000万円
- 事業内容 - ヘアケア商品の開発・製造及び販売・育毛及び増毛の施術
- 本社所在地 = 新潟県長岡市城内町3-8-7

## 破産
2010年12月6日、新潟地裁長 岡支部から破産手続き開始決定を受けた。帝 国データバンク長岡支店の調べで、負債総額 は、約3億円（2009年12月時点）とみられ る。
利用者は延べ53万人に達していたが、家 庭用育毛剤との競合や医家向けの男性用育毛 剤が認可されるなど、競争は激しさを増して いた。利用者も減少し、2009年12月期の年 売上高は約1億円となっていた。

## 特徴
- ヘアドクターは、ヘアケアの商品・サービスを提供する育毛・増毛サロンであり、主に新潟県を中心として近県にもサロンを展開している。
- HD発毛理論という独自の発毛理論を基本とする育毛施術を特徴とする。
- 何度でも再利用できる特許増毛法『ヘア2×4（ツーバイフォー）』など。

## ヘアドクター広告へのレーシングドライバー起用
- 1987年にヘアドクターは、新しい企業広告として、主たる販売ターゲットである壮年層に訴求する為、イメージキャラクターとしてオカモトレーシング所属のレーシングドライバー岡本金幸を起用した。
- 岡本金幸は、1967年にレースデビューしたアマチュアレーサーで、1987年当時現役最年長の選手として活動していた。自製のカウルをかぶせたオリジナル・マシンに拘り自ら製作する名物レーサーとして知られる存在だった事で、一般の自動車ファンにも名前が認知されていた。尚、モータースポーツ関係者でもアマチュアレーサーを企業CMのイメージキャラクターとして起用すること自体が異例の扱いだった。

### CM
- サーキットでのイメージCM（富士グランチャンピオンレースでの映像） - 1988年〈昭和63年〉 - 1994年〈平成6年〉

### 過去のCMイメージキャラクター
- 岡本金幸 (レーシングドライバー) 1988年〈昭和63年〉 - 1994年〈平成6年〉

## 備考
- 関連会社として静岡県内にあった「ヘアドクター東海」は、現在は「アルテワン」の名称で営業している。